# Świątynia braci morawskich w Zduńskiej Woli
Świątynia braci morawskich w Zduńskiej Woli – obiekt sakralny wzniesiony w 1926, należący pierwotnie do zboru braci morawskich. Znajduje się przy ul. Złotnickiego 23 w Zduńskiej Woli.
Swoją pierwszą świątynię bracia morawscy wznieśli w Zduńskiej Woli w 1865. Była to drewniana kaplica. Podczas działań wojennych 23 listopada 1914 została ona zniszczona przez wybuch granatu. W okresie międzywojennym tutejsza wspólnota morawczyków liczyła około 120 osób. Wybudowali oni w 1926 przy ul. Belwederskiej (obecnie: Złotnickiego) istniejący do dzisiaj obiekt.
Ostatnio siedzibę w budynku miała Komenda Hufca ZHP oraz wspólnota zielonoświątkowa Centrum Chrześcijańskie Kanaan.